# Hans Nielsen (boxare)
Hans Jakob Nielsen, född 2 september 1899 i Næstved, död 6 februari 1967 i Ålborg, var en dansk boxare.
Nielsen blev olympisk mästare i lättvikt i boxning vid sommarspelen 1924 i Paris.